# Väinö Liikkanen
Väinö Liikkanen (ur. 16 listopada 1903 w Pihlaja, zm. 15 października 1957 w Kuusankoski) – fiński biegacz narciarski, srebrny medalista olimpijski oraz dwukrotny medalista mistrzostw świata.

## Kariera
Igrzyska olimpijskie w Lake Placid w 1932 roku były pierwszymi i zarazem ostatnimi w jego karierze. W biegu na 50 km techniką klasyczną wywalczył srebrny medal, ulegając jedynie swemu rodakowi Veliemu Saarinenowi. Na tych samych igrzyskach zajął także 9. miejsce w biegu na 18 km.
W 1929 roku wystartował na mistrzostwach świata w Zakopanem, gdzie zajął czwarte miejsce w biegu na 50 km, przegrywając walkę o brązowy medal z Olle Hanssonem ze Szwecji. Rok później, podczas mistrzostw świata w Oslo zajął ósme miejsce w biegu na 18 km oraz 9. miejsce na dystansie 50 km stylem klasycznym. Na mistrzostwach świata w Innsbrucku w 1933 roku wywalczył brązowy medal w biegu na 18 km plasując się za dwoma Szwedami: zwycięzcą Nilsem-Joelem Englundem i drugim na mecie Hjalmarem Bergströmem. Na tych mistrzostwach był także czwarty na dystansie 50 km przegrywając z Bergströmem walkę o brązowy medal. Opuścił mistrzostwa świata w Sollefteå w 1934 roku, ale za to wystartował rok później na mistrzostwach świata w Vysokich Tatrach. Wspólnie z Mikko Husu, Klaesem Karppinenem i Sulo Nurmelą wywalczył tam złoty medal w sztafecie 4 × 10 km.
W 1933 roku Liikkanen został mistrzem Finlandii w biegu na 50 km.

## Osiągnięcia

### Igrzyska olimpijskie
| Miejsce | Dzień     | Rok  | Miejscowość | Konkurencja             | Wynik   | Strata | Zwycięzca       |
| ------- | --------- | ---- | ----------- | ----------------------- | ------- | ------ | --------------- |
| 9.      | 10 lutego | 1932 | Lake Placid | 18 km stylem klasycznym | 1:23:07 | +5:23  | Sven Utterström |
| 2.      | 13 lutego | 1932 | Lake Placid | 50 km stylem klasycznym | 4:28:00 | +0:20  | Veli Saarinen   |

### Mistrzostwa świata
| Miejsce | Dzień     | Rok  | Miejscowość   | Konkurencja             | Czas biegu | Strata | Zwycięzca         |
| ------- | --------- | ---- | ------------- | ----------------------- | ---------- | ------ | ----------------- |
| 7.      | 7 lutego  | 1929 | Zakopane      | 17 km stylem klasycznym | 1:20:03    | +3:40  | Anselm Knuuttila  |
| 4.      | 9 lutego  | 1929 | Zakopane      | 50 km stylem klasycznym | 3:50:01    | +6:14  | Anselm Knuuttila  |
| 8.      | 28 lutego | 1930 | Oslo          | 17 km stylem klasycznym | 1:19:58    | +22:13 | Arne Rustadstuen  |
| 9.      | 1 marca   | 1930 | Oslo          | 50 km stylem klasycznym | 3:53:14    | +16:03 | Sven Utterström   |
| 3.      | 10 lutego | 1933 | Innsbruck     | 18 km stylem klasycznym | 1:02:11    | +0:36  | Nils-Joel Englund |
| 4.      | 12 lutego | 1933 | Innsbruck     | 50 km stylem klasycznym | 4:13:49    | +9:25  | Veli Saarinen     |
| 8.      | 22 lutego | 1934 | Sollefteå     | 18 km stylem klasycznym | 1:04.29 h  | +2:28  | Sulo Nurmela      |
| 21.     | 15 lutego | 1935 | Wysokie Tatry | 18 km stylem klasycznym | 1:27:50    | +12:06 | Klaes Karppinen   |
| 1.      | 18 lutego | 1935 | Wysokie Tatry | Sztafeta 4 × 10 km      | 2:42:30    | -      | -                 |